# 행잉 위드 미스터 쿠퍼
《행잉 위드 미스터 쿠퍼》(영어: Hangin' with Mr. Cooper)는 1992년부터 1997년까지 방영된 미국의 시트콤이다.